# Thanatus granadensis
Thanatus granadensis es una especie de araña cangrejo del género Thanatus, familia Philodromidae. Fue descrita científicamente por Keyserling en 1880.

## Distribución
Esta especie se encuentra en Colombia.